# Albert Edrei
Albert Edrei (Alexandria, Egito, 26 de novembro de 1914 – Princeton, 29 de abril de 1998) foi um matemático estadunidense.
Foi palestrante convidado do Congresso Internacional de Matemáticos em Cambridge, Massachusetts (1950).